# ActionSA
ActionSA est un parti politique d’Afrique du Sud fondé en 2020. Il a été fondé par Herman Mashaba, l'ancien maire de Johannesburg, peu de temps après sa démission de l'Alliance démocratique.
Le parti déclare qu'il a été créé pour « libérer l'Afrique du Sud des contraintes d'un système politique brisé et construire un avenir prospère, non racial et sûr pour tout son peuple ».

## Historique

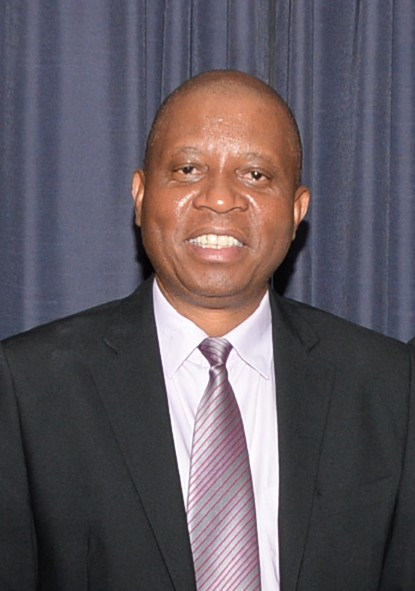
Herman Mashaba, fondateur d'ActionSA

Le 29 août 2020, l'ancien maire de Johannesburg, Herman Mashaba, en rupture avec son parti, l'Alliance démocratique (DA), annonce la création d'un nouveau mouvement politique avec l'intention de présenter des candidats dans les trois métropoles du Gauteng (Johannesburg, Ekurhuleni et Tshwane) aux élections municipales sud-africaines de 2021. Le parti gagne rapidement en notoriété en rassemblant d'anciens politiciens issus de la DA et du congrès national africain (ANC) (tels que Makhosi Khoza, Vytjie Mentor, André Coetzee, David Tembe pour l'ANC, John Moodey, Abel Tau, Funzi Ngobeni et  Lincoln Machaba pour la DA).
Lors des élections municipales sud-africaines de 2021, ActionSA obtient 2,35% des suffrages au niveau national, sans avoir cependant présenter de listes dans toutes les provinces ni dans toutes les municipalités. Le parti effectue une relative percée principalement dans les grandes métropoles du Gauteng mais aussi à Durban au KwaZulu-Natal, se posant en faiseur de rois notamment à Johannesburg  (16,05% des voix) et Pretoria/Tshwane (8,64% des voix). Lors des négociations pour former des coalitions visant à gouverner les municipalités, ActionSA a exclu de former la moindre alliance avec le congrès national africain.
En octobre 2024, le parti se retire de la coalition gouvernant Pretoria, dominée par l'Alliance démocratique, vote la motion de censure contre le maire sortant avant de faire élire l'un des siens au poste de maire dans le cadre d'une nouvelle coalition avec le congrès national africain, soutenu par les Combattants pour la liberté économique.

## Résultats électoraux

### Élections municipales de 2021
| Villes et métropoles      | Sièges   |
| ------------------------- | -------- |
| Métropole de Johannesburg | 44 / 270 |
| Tshwane                   | 19 / 214 |
| eThekwini                 | 4 / 219  |
| Ekurhuleni                | 15 / 224 |